# Christian Saalfrank
Christian Saalfrank (* 1. August 1970 in Wiesbaden) ist ein deutscher Kulturmanager und Musikwissenschaftler.

## Leben
Saalfrank studierte Musikwissenschaft, Geschichte und Politologie an den Universitäten Frankfurt am Main und Bologna. 1998 promovierte er zum Dr. phil. bei Peter Ackermann mit einer Arbeit über die Entwicklung der Tonalität in der klassischen Vokalpolyphonie.
Anschließend war er als Geschäftsführer für die Gründung einer Plattform für Klassische Musik im Internet bei Schott Music International (1998/99) zuständig, ehe er gemeinsam mit dem Dirigenten und Kultur-Projektentwickler Eberhard Kloke den Verein Musikakzente 21. Jh. e.V. gründete. Hier war er als Geschäftsführer und Produktionsleiter von Musiktheaterprojekten der IBA Emscher-Park – Finale 1999, der Expo 2000 in Hannover, Sachsen-Anhalt und Luxemburg sowie bei Veranstaltungsserien der Regionale 2004 in Nordrhein-Westfalen tätig.
Von 2001 bis 2003 war er als Projektleiter Public markets bei der Berliner Agentur Wegweiser GmbH tätig und verantwortete Projekte wie die „Beschaffungskonferenz“ und war Projektleiter Begleitforschung des Projektes eVergabe des Bundes beim Bundesministerium für Wirtschaft.
Anschließend war er Geschäftsführer der Produktionsgesellschaft Blue Panther TV GmbH.
Ab 2012 war er Geschäftsführer der Sponsorengesellschaft des Schleswig-Holstein Musik Festival mbH.

## Musikproduktionen und -konzepte
In Kooperation mit Sponsoren des Schleswig-Holstein Musik Festival entwickelte Saalfrank 2012–2014 zahlreiche Konzertprojekte, die spezifische Belange von Förderern mit modernen Konzertformen in Einklang brachten. So 2013 den sogenannten SHMF-Battle mit RedBull Flying Bach, eine Klaviertreppe in der S-Bahn Hamburg oder Raum-Konzerte, etwa für den Port of Kiel in einem Lagerschuppen.
2004 verantwortete Saalfrank als Produktionsleiter bei der Regionale 2004 die Uraufführung von Eberhard Klokes neuer Fassung des „Wozzeck“ von Alban Berg sowie die Realisierung der Musik-Raum-Programme Zukunftsmusik Beethoven I und II (Kloster Liesborn und Kulturgut Nottbeck).
Für die Charité in Berlin produzierte er 2004 in der Hörsaalruine des Medizinhistorischen Museums das Musikprojekt Das Urteil.
Mit dem „Ein Treffen in Telgte. Die Reise...“ produzierte er ein Musikprojekt, welches an einem Tag im ganzen Münsterland mehrere Konzerte zu einer musikalischen Reise verband. Eine Variante davon was im gleichen Jahr das Projekt „Das Treffen in Cadolzburg“.
Im Rahmen der Expo 2000 produzierte er „In den Stunden des Neumondes“ im ehemaligen Kraftwerk Vockerode, ein Musikprojekt von Eberhard Kloke für Orchester, Chöre und Soli im Raum. Eine Weiterung dieses Projektes um Auftragskompositionen und Werke von Morton Feldman produzierte er im gleichen Jahr für die Weltmusiktage 2000 in Luxemburg.
Seine erste Musik-Produktion verantwortete er als Verwaltungsleiter 1999 im Rahmen des Projektes „Musik im Industrieraum zum Finale der IBA Emscher Park“ mit drei Projekten: „Der Erlkönig“ in der Maschinenhalle Zeche Sachsen in Hamm, „Jenseits des Klanges“
in der Jahrhunderthalle Bochum und „Edgar Varèse – Das Werk“ in der Kokerei Zeche Zollverein und dem Landschaftspark Duisburg-Nord.

## Schriften
- Modalität in der Musik Ruggiero Giovannellis (ca. 1555–1625): Zur Geschichte der Tonarten um 1600. Inauguraldissertation der Johann-Wolfgang-von-Goethe-Universität, Frankfurt am Main, 1009
- Für den Weg bestens gerüstet, in: KM – Das Monatsmagazin von Kulturmanagement Network, 6/2012[14]